# Małygin

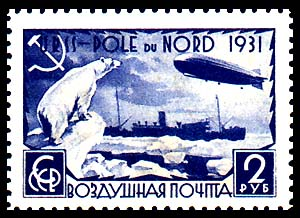
Spotkanie lodołamacza „Małygin” ze sterowcem LZ 127 „Graf Zeppelin” w Zatoce Tichoj w celu wymiany poczty. Znaczek ZSRR, 1931.

Małygin (ros. Малыгин, do 1921: Sołowiej Budimirowicz, ros. Соловей Будимирович, poprzednio Bruce) – rosyjski parowiec o wzmocnionym kadłubie i opancerzonym dziobie zbudowany w 1912.
Statek zbudowano w Glasgow jako „Bruce” na potrzeby rozwijających się rosyjskich badań arktycznych. Miał długość 62 metry, szerokość 14,2 metra i wyporność 1790 ton. Nie był to typowy lodołamacz, lecz statek wzmocniony i przystosowany do żeglugi wśród lodów. W 1920 roku utknął w lodach i dryfował ponad cztery miesiące, z 85 osobami na pokładzie, w tym kobietami i dziećmi, uwolniony w końcu przez lodołamacz „Swiatogor”. W 1918 znalazł się w grupie 22 statków przekazanych przez rząd utworzonej w tym czasie Ekspedycji Hydrograficznej Mórz Północnych. Uczestniczył w następnych latach w rejsach m.in. do ujść Obu i Jeniseju, po Morzu Białym i Morzu Barentsa. W tym też czasie zmieniono nazwę jednostki na „Małygin”, na cześć uczestnika Wielkiej Ekspedycji Północnej Stiepana Małygina (XVIII wiek).
W 1928 uczestniczył w ekspedycji ratunkowej do rozbitego niedaleko Spitsbergenu sterowca „Italia”, który rozbił się tam 25 maja. 7 czerwca rosyjski radioamator z Archangielska wychwycił sygnał ratunkowy od Włochów. W akcji ratunkowej udział wzięło 18 statków i 21 samolotów z sześciu państw. Związek Radziecki skierował do akcji, oprócz „Małygina”, także lodołamacz „Krasin” i statek „Siedow”. Na „Małyginie” bazowali m.in. lotnicy uczestniczący w akcji. 
Po tych wydarzeniach statek brał udział w trudnych rejsach arktycznych, prowadząc badania glacjologiczne i hydrologiczne. W 1935 pływał we wschodniej części Morza Karskiego, w okolicach Wyspy Isaczenki. Załoga odkryła wówczas siedem niewielkich wysp, które nazwano Archipelagiem Kirowa. W 1937, podczas prowadzonych badań (w towarzystwie statków „Siedow” i „Sadko”), we wschodniej części Morza Łaptiewów, na północ od ujścia Leny, flotylla spóźniła się z dotarciem przez Cieśninę Wilkickiego do któregoś z portów na Morzu Karskim. Cieśnina była już zamknięta zwałami lodu. Próby przebicia się na wschód również nie przyniosły rezultatów. 23 października statki wmarzły w pole lodowe i rozpoczęły dryf. Z 217 członków załóg pozostawiono tylko 33, resztę ewakuowano samolotami. Pozostali prowadzili dalsze badania naukowe. Wiosną 1938 flotylla znajdowała się trzysta kilometrów na północ od Wysp De Longa. W sierpniu tego roku lodołamacz „Jermak” przebił się do statków i dwa z nich wyprowadził, pozostawiając „Siedowa” ze zniszczonym sterem (uwolnił go dopiero lodołamacz „Stalin” w 1940 już na Morzu Grenlandzkim).
„Małygin” zakończył służbę w 1940, tonąc w wyniku sztormu u wybrzeży Kamczatki.